# Domenico Ghirlandaio
Domenico Ghirlandaio, właściwie Domenico di Tommaso Bigordi (ur. 1449 we Florencji, zm. 11 stycznia 1494 we Florencji), włoski malarz z okresu quattrocento, przedstawiciel szkoły florenckiej. 
Dominik Ghirlandaio urodził się w rodzinie Tomasza, znanego florenckiego złotnika, którego przydomek Ghirlandaio, znaczył twórca girland, ozdoby kobiecej głowy, którą wymyślił. Za namową ojca, uczył się złotnictwa, które porzucił na rzecz malarstwa i nauki u Alessio Baldovinettiego i Andrei del Verrocchio. Współpracował ze swymi młodszymi braćmi, Benedetto i Davide. Warsztat Ghirladaio był najbardziej znanym i najlepiej prosperującym warsztatem malarskim we Florencji, który zyskiwał wiele intratnych zleceń. Jego najważniejsze dzieła to freski chóru kościoła Santa Maria Novella, freski w Pizie, San Gimignano i w rzymskiej Kaplicy Sykstyńskiej, obraz Starzec i chłopiec. 
Jego najsłynniejszym uczniem był Michał Anioł, a jego syn Ridolfo Ghirlandaio był znanym malarzem włoskiego renesansu.
Styl Domenica Ghirlandaia cechowała prostota, klarowność, czasem dekoracyjny linearyzm. W kompozycji scen wielofiguralnych nawiązywał do dzieł Filippa Lippiego. Inspirował się także twórczością artystów flamandzkich. W obrazach o tematyce religijnej starał się, podobnie jak jego poprzednicy (Masaccio, Gozzoli), przemycić fragmenty życia współczesnego w ubiorze postaci, przedstawianych wnętrzach czy też w samych postaciach nadając im rysy twarzy współczesnych Florentczyków. Przykładem mogą być freski w kościele Santa Trinita, na których pojawiają się członkowie rodu Sassettich.
Ghirlandaio malował także izolowane portrety. Jednym z najbardziej znanych jest wizerunek Giovanny degli Albizzi Tornabuoni (Madryt). Zastosowane tu zostało tradycyjne dla florenckich portretów arystokratycznych ujęcie profilowe. Artysta uwiecznił ową damę również w scenie Nawiedzenia w Santa Maria Novella w takiej samej pozie i ubiorze (widać ją po prawej stronie sceny).

## Dzieła
| nr       | tytuł, zleceniodawca i miejsce przeznaczenia                               | czas powstania                                                             | technika i wymiary                                                         | miejsce przechowywania                                                     | ilustracja                                                                 |
| Freski   |                                                                            |                                                                            |                                                                            |                                                                            |                                                                            |
| 1.       | Freski dla kaplicy Sassettich                                              | Freski dla kaplicy Sassettich                                              | Freski dla kaplicy Sassettich                                              | Freski dla kaplicy Sassettich                                              | Freski dla kaplicy Sassettich                                              |
|          | Zmartwychwstanie chłopca (fragment)                                        | 1483-1486                                                                  | fresk                                                                      | kościół Santa Trinità, Florencja                                           |                                                                            |
|          |                                                                            | 1483-1486                                                                  | fresk                                                                      | kościół Santa Trinità, Florencja                                           |                                                                            |
|          | Zatwierdzenie reguły franciszkańskiej                                      | 1483-1486                                                                  | fresk                                                                      | kościół Santa Trinità, Florencja                                           |                                                                            |
|          | Stygmaty św. Franciszka                                                    | 1483-1486                                                                  | fresk                                                                      | kościół Santa Trinità, Florencja                                           |                                                                            |
| 2.       | Freski w prezbiterium kościoła Santa Maria Novella, fundatorzy: Tornabuoni | Freski w prezbiterium kościoła Santa Maria Novella, fundatorzy: Tornabuoni | Freski w prezbiterium kościoła Santa Maria Novella, fundatorzy: Tornabuoni | Freski w prezbiterium kościoła Santa Maria Novella, fundatorzy: Tornabuoni | Freski w prezbiterium kościoła Santa Maria Novella, fundatorzy: Tornabuoni |
|          | Narodziny Maryi                                                            | 1486-90                                                                    | fresk                                                                      | kościół Santa Maria Novella, Florencja                                     |                                                                            |
|          | Prezentacja Maryi w świątyni                                               | 1486-90                                                                    | fresk                                                                      | kościół Santa Maria Novella, Florencja                                     |                                                                            |
|          | Nawiedzenie św. Elżbiety                                                   | 1486-90                                                                    | fresk                                                                      | kościół Santa Maria Novella, Florencja                                     |                                                                            |
|          | Narodziny Jana Chrzciciela                                                 | 1486-90                                                                    | fresk                                                                      | kościół Santa Maria Novella, Florencja                                     |                                                                            |
|          | Chrzest Chrystusa                                                          | 1486-90                                                                    | fresk                                                                      | kościół Santa Maria Novella, Florencja                                     |                                                                            |
|          | Zachariasz w świątyni                                                      | 1486-90                                                                    | fresk                                                                      | kościół Santa Maria Novella, Florencja                                     |                                                                            |
| Ołtarze  |                                                                            |                                                                            |                                                                            |                                                                            |                                                                            |
| 4.       | Ołtarz Matki Boskiej dla kościoła Santa Maria Novella                      | 1480                                                                       |                                                                            |                                                                            |                                                                            |
| 5.       | Pokłon pasterzy dla kaplicy Sassettich                                     | 1485                                                                       | tempera na desce, 167 × 167 cm                                             | kościół Santa Trinità, Florencja                                           |                                                                            |
| 6.       | Pokłon trzech króli dla kościoła przy Ospedale degli Innocenti             | 1488                                                                       |                                                                            |                                                                            |                                                                            |
| Portrety |                                                                            |                                                                            |                                                                            |                                                                            |                                                                            |
| 7.       | Portret Giovanny Tornabuoni                                                | 1489-90                                                                    | tempera na desce, 77 × 49 cm                                               | Muzeum Thyssen-Bornemisza, Madryt                                          |                                                                            |
| 8.       | Starzec i chłopiec                                                         | ok. 1490                                                                   | tempera na desce, 62 × 46 cm                                               | Luwr, Paryż                                                                |                                                                            |
| 9.       | Adoracja Dzieciątka                                                        | ok. 1490                                                                   | tempera na desce, 52 × 42 cm                                               | Zamek Królewski na Wawelu, Kraków                                          |                                                                            |